# Педро Монзон
Педро Дамијан Монзон (шп. Pedro Damián Monzón; рођен 23. фебруара 1962) бивши је аргентински фудбалер и тренер.

## Каријера
Монзон је играо у неколико клубова током фудбалске каријере. Поред аргентинских екипа, играо је за клубове у Еквадору, Перуу и Чилеу. Највише се задржао у Индепендијентеу, у периоду од 1981. до 1991. године. Освојио је четири велике титуле, укључујући и 
Интерконтинентални куп у Токију 1984. године, када је Индепендијенте победио енглески Ливерпул.
За репрезентацију Аргентине постигао је један гол против Румуније, на Светском првенству 1990. године. Одиграо је петнаест утакмица за национални тим и постигао један гол.
Монзон је постао први играч који је добио црвени картон у финалима Светског првенства, 1990. године у Италији, када му је судија Едгардо Кодесал дао директан црвени картон због оштрог старта над Јиргеном Клинсманом из Западне Немачке у 65. минути. Само 20 минута након што је заменио саиграча Оскара Руђерија. Аргентина је изгубила тај меч голом Андреаса Бремеа са пенала.
Након завршетка играчке каријере, Монзон је постао тренер. Тренирао је различите клубове у Мексику и Еквадору, као и млађе категорије клубова у Мексику и Аргентини. Кратко и привремено је био тренер Индепендијентеа.
У Еквадору је био суспендован на два месеца док је тренирао клуб Олмедо, због насртаја на судију. 
Потом је постао тренер омладинског тима Веракруз, да би после преузео функцију тренера првог тима. Смењен је 2007. године.
Године 2008. вратио се у Аргентину и постао тренер Чакарите јуниорс.

## Успеси

### Индепендијенте
- Првенство Аргентине: Метрополитано 1983, 1988/89.
- Копа либертадорес: 1984.
- Интерконтинентални куп: 1984.

### Репрезентација Аргентине
- Светско првенство : (финале 1990).

### Голови за репрезентацију
| Бр. | Датум         | Место                             | Противник | Гол | Резултат | Такмичење               |
| --- | ------------- | --------------------------------- | --------- | --- | -------- | ----------------------- |
| 1.  | 18. јун 1990. | Стадион Сан Паоло, Напуљ, Италија | Румунија  | 1:0 | 1:1      | Светско првенство 1990. |